# Mary Brandt
María Genoveva Brandt (Caracas, Venezuela, 25 de abril de 1917-16 de diciembre de 1985), fue una pintora y dibujante venezolana. En 1941 recibe una mención honorífica por la obra Calas en el II Salón Oficial. En 1942 participa en el III Salón Oficial con Flores, y obtiene una nueva mención.

## Biografía
Hija del pintor Federico Brandt y María Dolores Pérez Mello; hermana de Julia Brandt.  Entre 1939 y 1943 estudia en la Escuela de Artes Plásticas y Aplicadas dirigida por Antonio Edmundo Monsanto; entre sus compañeros se encontraban Alejandro Otero, Carlos Cruz-Diez, Virgilio Trómpiz, Pascual Navarro, Mateo Manaure y Reina Benzecri (Reina Herrera).
En 1942 participa en el III Salón Oficial con Flores, y obtiene una nueva mención. Este mismo año envía dos obras, Paisaje y Girasoles a la Feria de Pintura y Escultura de América Latina presentada en The Art Gallery por la firma R.H. Macy and Co., de Nueva York. En 1943 envía, al IV Salón Oficial, Flores, Paisaje de San Bernardino, Traje negro y La carretera. 
Al egresar de la Escuela de Artes Plásticas y Aplicadas, su obra era básicamente figurativa y su temática tradicional giraba en torno a naturalezas muertas, paisajes, animales y retratos al estilo realista que predominaba en la época de los años cuarenta. Conoce al escritor Manuel Villanueva, con quien contrae matrimonio y viaja a Lima. Realiza las ilustraciones del libro Canto de guerra escrito por su esposo. En 1944 envía desde Lima al V Salón Oficial Flores, Cabeza y Naturaleza muerta.

## Obra
Para 1945 regresa a Venezuela y presenta, en el VI Salón Oficial, Paisaje peruano, Flores y Patio. En 1946 viaja a Roma y envía cuatro obras al VII Salón Oficial: Ri- ña de gallos, Rosas y dos retratos.En 1947 inaugura su primera exposición individual en la Galería Dei Curiazzi en Roma, y en 1949 asiste a la retrospectiva de Kazimir Malévich en esta ciudad. En 1950 regresa a Venezuela y comienza sus indagaciones en el abstraccionismo. Pero este abstraccionismo, de sólo colores y figuras geométricas, era demasiado racional para ella, motivo por el cual se torna insuficiente para plasmar en el lienzo su explosividad creativa
En 1951 se le otorga el Premio José Loreto Arismendi en el XII Salón Oficial, por dos naturalezas muertas y Composición. En 1953 presenta en el XIV Salón Oficial tres obras tituladas Composición. En 1957 inaugura una exposición individual en la Sala Mendoza, donde exhibe una serie de 17 pinturas denominadas Composición y nueve dibujos con el tema de animales. Para 1958 y 1959, estará presente en la Primera y Segunda Feria de Navidad, evento organizado por la Sociedad de Amigos del MBA. En 1959, junto con Teresa Casanova, recibe clases de dibujo y pintura con Alejandro Otero. 
Durante la década de los sesenta incursiona en el informalismo con obras de gran sugestión táctil, donde destruye las formas, usa técnicas como el collage y el chorreado, trabaja con materiales como el yeso y diferentes tipos de tela y recurre a manchas de colores con grueso empaste. En 1960 es invitada a participar en “Espacios vivientes”, primera muestra de artistas informalistas en Venezuela, realizada en el Palacio Municipal de Maracaibo y luego en la Sala Mendoza con el nombre de Salón Experimental. En 1961 se incluye una obra suya en “Pintura venezolana 1661-1961” (MBA). En 1962 estudió cerámica con María Luisa Tovar y, entre 1963 y 1964, incursiona en el grabado con Elisa Elvira Zuloaga, trabajando el color a la poupée y con el método Hayter. En 1963 inaugura en el MBA una muestra de 26 pinturas numeradas, sin títulos.
Guillermo Meneses escribió en el catálogo de la muestra: “si quisiéramos catalogar la obra actual de Mary Brandt […] nos encontraríamos con la definición perfectamente inútil, de una fórmula inventada. Se podría hablar de expresionismo por la voluntad de utilizar el color en gesto de pasión; se podría señalar cierta voluntad de construir en la que podría estar presente la seria comprensión de los problemas propios del abstraccionismo geométrico; se podría hablar de los signos caligráficos en los cuales vendría enredado un ambicioso deseo de hacer suya la lección de los pintores orientales; se podría insinuar la aceptada tentación de los informalistas, tanto por la libertad del trazo como por la obtención de ciertas pastas”.
En 1965, el MBA realiza una exposición con la donación de Miguel Otero Silva; entre esas obras se encontraban dos piezas tituladas Composición. En 1966 presenta 33 dibujos en el MBA. “Los dibujos de Mary Brandt son muy ricos y audaces. No está buscando en ellos especiales perspectivas, por el contrario los trazos se unen de acuerdo a una composición precisa y variada”. Participa en “Hedendaagse Grafische Kunst in Venezuela”, en Ámsterdam, donde exponen también Teresa Casanova, Luis Chacón, Antonio Granados Valdés, Luis Guevara Moreno, Luisa Palacios y Elisa Elvira Zuloaga. En diciembre de 1967 viaja a Londres. En 1968 participa en la “Exposición anual del grabado en Venezuela” (Sala Mendoza). 
A partir de 1970, la artista inicia una nueva búsqueda para romper los límites que le imponían las dimensiones del bastidor, comienza así a superponer bastidores sobre bastidores, realiza pliegues y rupturas en las telas, introduce el espacio real dentro de la obra incluyendo objetos como copas, clavos, legos, zapatos, generando un juego de sombras y relieves, pero es el color quien se rebela con mucha más fuerza y violencia en estas transformaciones.  Juan Calzadilla escribió: “para esta época Mary Brandt consideraba el formato como un estorbo, como una restricción, al menos eso me pareció. Hubiera querido abatirlos para que la pintura se desarrollara en el aire, sin trabas, tal como lo insinuaba su afán de desmaterializar el color y de destruir los puntos de subordinación, para que se sintiera la obra como el fragmento de una superficie imaginaria mayor”
Mary Brandt se traslada a Londres y asiste a conferencias sobre el arte pop y al evento 30 muchachas con redes (1970), acción poética presentada por Diego Barboza en calles y plazas de la misma ciudad. En 1971 exhibe en la Galería Estudio Actual (Caracas) cinco series realizadas en Londres y Caracas. En 1972 expone “Objetos inútiles” en la Sala Mendoza, 30 obras realizadas entre 1970 y 1972. Así mismo participa en “Venezuela”, muestra organizada por la Midland Group Gallery (Nottingham, Inglaterra), junto con un grupo de artistas abstractos venezolanos. En julio de 1975 es incluida con dos óleos en “La mujer venezolana en las artes plásticas”, exposición organizada por la Comisión Nacional de Cooperación con la UNESCO y el BCV, presentada en la Sala de Exposiciones de este último. 
En 1973 se crea el Taller de Artes Gráficas (TAGA),  que abre sus puertas en 1979; Mary Brandt será miembro fundador. En 1977 se inaugura la colectiva “Dibujos & acuarelas” en la Sala Mendoza. En esta misma sala exhibirá “Telas rabiosas”, unas 30 pinturas realizadas entre 1974 y 1976, durante su permanencia en Londres, Ámsterdam y Caracas. En 1977 trabaja grabado en el taller de su prima Teresa Casanova. Acerca de la artista, Perán Erminy escribió: “en el grabado tuvo que ser estudiosa, sistemática, segura, metódica. […] A diferencia de sus dibujos, que casi todos son figurativos, sus grabados son abstractos, salvo escasísimas excepciones. Pero pese a la variedad de su producción, que a veces tiende más a lo constructivo y otras a lo lírico o a lo informal, la lectura de sus grabados se produce con los mismos reflejos visuales con los que se mira una obra figurativa, que, por cierto, son los mismos con que uno ve las cosas que nos rodean"
En 1978 su lienzo Bolívar fue exhibido en la exposición “Bolívar: nueva imagen” realizada en el Museo Nacional de Bogotá. En 1979 se encarga de las cátedras de dibujo y composición que dictaba Luisa Ritcher en el Instituto Neumann. Hay que destacar que los dibujos de Mary Brandt, de naturaleza figurativa, ofrecen una introspección acerca del universo social, de apariencia caligráfica, y abarcan todos o casi todos los temas: la muerte, el hombre, la ciudad y su gente, animales, paisajes, poetas y el mundo de la mujer. Éstos, en su mayoría, están realizados con plumilla y bolígrafos, sobre hojas de medio pliego. Se trataba de dibujos sueltos y minuciosos de aspecto caligráfico, que llenaban materialmente en algunos casos el soporte con un tejido uniforme y continuo de líneas como trazadas con la técnica del automatismo.
En 1981 es invitada a la I Bienal Nacional de Artes Visuales (MBA). En octubre de 1982 presenta “Ventanas al tiempo, 1978-1982”, donde compiló 24 telas de la serie Ventanas. En diciembre de 1984, el MACC presenta un muestra que reúne 12 pinturas y cuatro dibujos. Ariel Jiménez acotó: “podríamos decir que a pesar de las diferentes etapas por las que ha pasado su pintura, se encuentran en su obra dos constantes o pasiones esenciales sin definirse como problemas de una u otra manera al centro de su producción. Esas constantes son principalmente, el espacio y el color, aspectos que se encuentran íntimamente ligados en su obra —como lo están en la naturaleza— ya sea, porque la artista delimita, sin dibujar, espacios dentro del cuadro con la simple yuxtaposición de manchas de color”.
Cinco años después de su muerte, en 1990, el TAGA realiza una reimpresión de sus grabados. Una copia de estos grabados fue donada a la GAN. En 1995 se inauguró una exposición de dibujos y grabados en la Sala Mendoza, en la cual se exhibieron trabajos de la artista realizados en varias épocas. De igual manera, Teresa Soutiño curó para la GAN la muestra antológica “Mary Brandt. Pinturas, dibujos y grabados, 1950-1985”, que reunió 50 obras.
“Para Mary Brandt la pintura es, en su esencia, color, color libre, violento a veces, sin definitivas limitaciones estructurales. Siempre fue así, desde que comienza a pintar, cuando por disciplina, practica la figuración. En su obra más temprana el color siempre predomina, ocupa el primer plano. Se ha expresado también por medio del dibujo, fina y casi incorpórea línea de íntima sensibilidad. La pluma y la tinta china son testigos eloBRA 216 cuentes de su capacidad para crear, por medio del dibujo, todo un universo poético de profundo equilibrio. Pero su verdadero poder creacional, su impulso y su fuerza, su pasión está en el color. Que a veces surge libre, indómito, rebelde sin contención, perseguido otras por el impulso limitativo de quien aspira someterlo bajo su riguroso control".  La GAN posee una colección resaltante de pintura, grabados y collages de la artista.

## Exposiciones Individuales
- 1947:  Galería Dei Curiazzi, Roma
- 1957: Sala Mendoza
- 1963: MBA
- 1966: MBA
- 1971:  “Dibujos para leer”, Galería Espacio Actual, Caracas
- 1972: “Objetos inútiles”, Sala Mendoza
- 1975: Sala Mendoza
- 1977:  “Telas rabiosas”, Sala Mendoza
- 1982:  “Ventanas al tiempo 1978-1982”, Sala Mendoza
- 1984: MACC

## Exposiciones Póstumas
- 1995: Sala Mendoza / “Mary Brandt. Pinturas, dibujos y grabados 1950-1985”, GAN

## Premios
- 1941: Mención honorífica, II Salón Oficial
- 1942:  Mención honorífica, III Salón Oficial
- 1951:  Premio José Loreto Arismendi, XII Salón Oficial
- 1966: Tercer premio de dibujo, “Octava exposición nacional de dibujo y grabado”, Facultad de Arquitectura y Urbanismo, UCV

## Colecciones
- GAN
- Museo de Anzoátegui, Barcelona, Edo. Anzoátegui